# Arillares
Arillares fue un caserío, hoy día despoblado, del municipio español de Cifuentes, perteneciente a la provincia de Guadalajara, en la comunidad autónoma de Castilla-La Mancha.

## Historia
A mediados del siglo XIX, el lugar, por entonces un coto redondo, pertenecía al duque de Medinaceli. Aparece descrito en el segundo volumen del Diccionario geográfico-estadístico-histórico de España y sus posesiones de Ultramar de Pascual Madoz de la siguiente manera:

ARILLARES: cot. red. en la prov. de Guadalajara, part. jud. de Cifuentes, propio del Excmo. Sr. duque de Medinaceli; sit. á 1 leg. de Cifuentes: tiene 1 casa de campo en medio de un monte de pinos y chaparros, unida á unos peñascos muy elevados, con una hermosa fuente de abundantes y delicadas aguas para el surtido de aquellos moradores: confina el térm. con el de Canredondo, Torrecuadradrilla y Valdesangarcia, estando sujeto á este último en cuanto á lo espiritual: el terreno es muy escabroso: prod. trigo, cebada y avena; se mantienen 300 cabezas de ganado lanar y cabrío, un par de mulas de labor, y se crian muchas perdices, conejos, liebres, zorras y algún que otro corzo. contr. con Cifuentes.
(Madoz, 1845, p. 558)

El despoblado, que perteneció a la comunidad de villa y tierra de Medinaceli, hacia 1855 tenía contabilizada una población de 5 habitantes.